# Félix Palacios

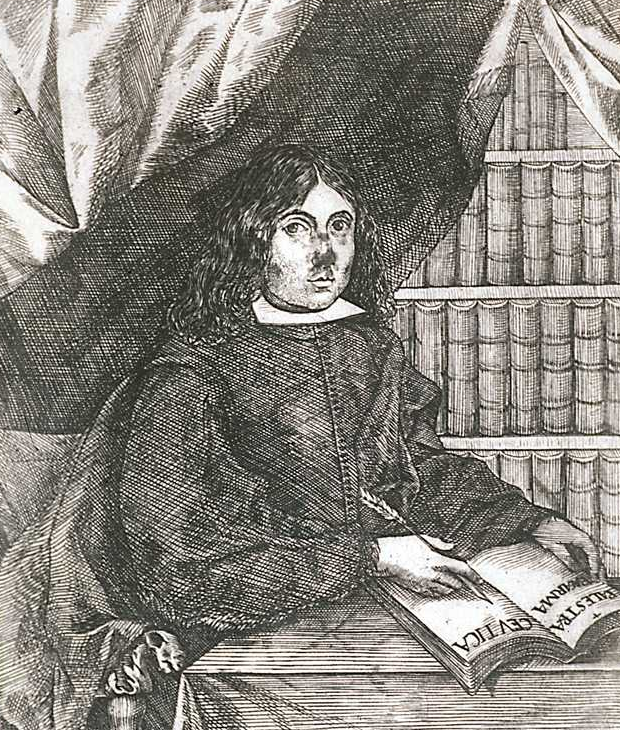
Retrato de Félix Palacios dibujado y grabado por Pedro de Calabria e impreso con la primera edición de la Palestra pharmaceutica, 1706.

Félix Palacios y Bayá, (Corral de Almaguer, 29 de octubre de 1677 - Madrid, 18 de julio de 1737), fue un boticario de Madrid de finales del siglo XVII y principios del siglo XVIII.
Decidido partidario de la farmacia y la química experimental, se enfrentó a sus compañeros que seguían con el galenismo de Mesué y Dioscórides.
Publicó la famosa Palestra farmacéutica, químico-galénica en 1706.

## Su vida
Ejerció su profesión en Madrid. Ignoramos con quién aprendió su oficio. Se sabe que tuvo una farmacia en la calle Atocha frente a la iglesia de San Sebastián.
En 1700 ingresó como socio farmacopola en la Sociedad Regia de Medicina de Sevilla. Por su labor el rey Felipe V le nombró visitador general y perpetuo de las boticas de Córdoba, Jaén, Guadix y abadía de Alcalá la Real. Consta que en 1721 fue comisionado a Ceuta para hacer elaborar en aquella ciudad los específicos correspondientes.
Mantuvo un pulso dialéctico con colegas como Jorge Basilio Flores, que atacó su Palestra con su Mesué defendido y con José de Loeches que lo hizo con su Tyrocinium Pharmaceuticum. No obstante, el empeño de ambos fue en balde, ya que las teorías propuestas por Palacios en su Palestra alcanzaron mayor fama por la oposición de sus colegas y por supuesto porque la iatroquímica era sustancialmente más efectiva y racional que la teoría tradicional galénica.
Antes de haber escrito su Palestra, había traducido el Curso chimico de Lemery, del cual hizo su primera edición en 1701.
Por los lugares en que están impresas sus obras y los lugares en los que fue visitador, se deduce que tuvo una vida ajetreada y que alcanzó el éxito y reconocimiento en vida.
Al enviudar, en los últimos años de su vida se hizo sacerdote.

## Sus obras

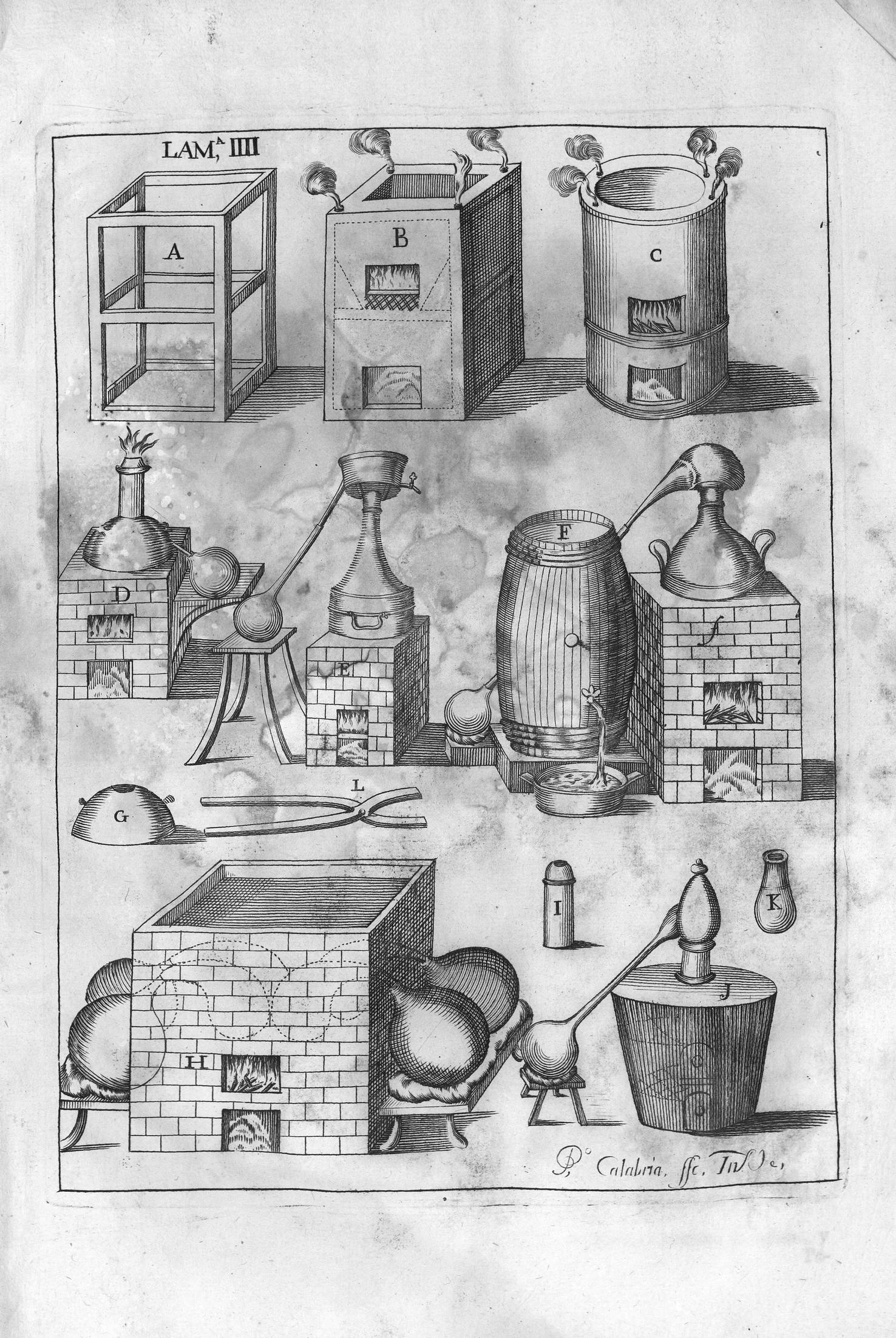
Ilustración de la Palestra pharmacéutica; grabado de Pedro de Calabria.

- 1701 Curso chimico de Lemery, traducción. la primera edición es de 1701, pero existe una reimpresión en 1721.
- 1706 Palestra farmaceutica, quimico-galenica. Madrid. Barcelona 1716, Madrid 1724, 1737, 1763, 1778, 1792.
- 1713 Farmacopea triunfante de las calumnias de Hipócrates defendido, Madrid 1713.
- Sin fecha. Anatomia pharmaceutica de la Apis hyblea que ha sacado al público el hermano Pedro Joseph Rodriguez. (Opúsculo de importancia menor).

## Contenido de laPalestra
Para muchos autores, Palacios significa la introducción de las nuevas ideas de la química en España. Tiene una clara vocación docente o educativa para los boticarios, si bien no la dirige a los aprendices sino a los maestros boticarios. No obstante, su libro no sigue el sistema de aprendizaje de las cartillas, el de preguntas y respuestas para que el aprendiz de boticario pudiera aprenderse de memoria las definiciones y los conceptos del libro.
Es el primer libro de Farmacia química en español y probablemente el más importante del siglo XVIII, con él se hizo que llegaran los conocimientos químicos a los boticarios por la ordenación de los métodos farmacéuticos, la simplificación de los medicamentos y la unificación de los métodos operativos.